# Primož Siter
Primož Siter, slovenski radijski voditelj, glasbenik, aktivist in politik, poslanec 8. Državnega zbora, * 18. avgust 1979.

### Delo v medijih
Kmalu po zaključku srednje šole leta 2001 je pričel delati kot radijski voditelj pri Infonet media. Med letoma 2008 in 2015 je opravljal delo radijskega voditelja pri Media 24. Leta 2015 pa je postal izvršni urednik pri Next Media in to opravljal do leta 2017.

### Glasbena kariera
Kot glasbenik deluje z umetniškim imenom Siter (tudi Primož P. Ram Siter). Sodeluje s skupino Orlek. Najodmevnejše delo, s pomenljivim naslovom Nosil bom rdečo zvezdo, je posnel v sodelovanju z Jurijem Torijem. Leta 2016 je pri založbi Nika Records izdal album Kompilacija največjih hitov. 

### Družbeno-politično delovanje
Med letoma 2006 in 2012 je opravljal delo mladinskega delavca v Mladinskem centru Trbovlje. Leta 2018 je pri Zvezi združenj borcev za vrednote NOB Slovenije (ZZB NOB) prevzel funkcijo predstavnika za odnose z javnostmi in člana Mladinske komisije.
Na predčasnih državnozborskih volitvah 2018 je kandidiral na listi Levice in bil izvoljen v Državni zbor Republike Slovenije.
V času poslanskega mandata je bil deležen obtožb versko nestrpne provokacije.
Na rednih Državnozborskih volitvah 2022 je prav tako kandidiral na listi Levice, vendar pa ni bil izvoljen.